# Occator erectus
Occator erectus är en insektsart som beskrevs av William Lucas Distant. Occator erectus ingår som enda art i släktet Occator och familjen hornstritar. Inga underarter finns listade i Catalogue of Life.